# Monopterus desilvai
Monopterus desilvai är en fiskart som beskrevs av Bailey och Gans, 1998. Monopterus desilvai ingår i släktet Monopterus och familjen Synbranchidae. Inga underarter finns listade i Catalogue of Life.